# State Champs
State Champs (parfois stylisé STATE CHAMPS) est un groupe américain de rock, originaire d'Albany, New York. Ils sont signés chez Pure Noise Records et comptent cinq EP (EP 2010 en 2010, Apparently, I'm Nothing en 2011, Overslept en 2012, The Acoustic Things en 2014 et Unplugged en 2020) et quatre albums (The Finer Things en 2013, Around the World and Back en 2015, Living Proof en 2018 et Kings of The New Age en 2022).

## Biographie

### Débuts (2010–2012)
State Champs se forme au printemps 2010 à Albany, New York avec Tyler Szalkowski, à la guitare et Derek DiScanio, au chant, juste après qu'ils ont fini le lycée. Peu de temps après leur formation, ils auto-publient un premier EP, EP 2010 en août, suivi de leur deuxième EP auto-publié, Apparently, I'm Nothing, en janvier 2011. Celui-ci contient les titres de leur premier EP ainsi que de nouveaux titres. Le duo est rejoint par le bassiste William Goodermote, le guitariste Dave Fogarty et le batteur Matt Croteau qui viendront compléter le groupe.
En juillet, le groupe part en tournée avec The Tired and True et Call It Fiction. En avril 2012, l'intérêt pour une démo du titre Critical aide le groupe à se professionnaliser en obtenant un contrat d'enregistrement mais également une signature avec le label Pure Noise Records,. À la mi-juin, le groupe enregistre son prochain EP avec Jay Maas au Getaway Recording Studio. Dave Fogarty et Matt Croteau quittent le groupe en 2012 et sont remplacés par Tony « Rival » Diaz à la guitare et Evan Ambrosio à la batterie.
Le groupe sort l'EP Overslept en septembre avec le label Pure Noise Records, ayant par ailleurs dévoilé les singles Critical et Remedy,,. Le groupe tourne ensuite avec les groupes Handguns, Citizen, Hit the Lights, A Loss for Words, With the Punches et Vanna.

### The Finer ThingsetThe Acoustic Things(2013–2015)
Le groupe termine l'enregistrement de son premier album en mai 2013 avec le producteur Sam Pura aux Panda Studios et le coproducteur et ancien guitariste de New Found Glory Steve Klein à Fremont, en Californie. Le groupe part en tournée avec New Found Glory lors de leur tournée sur la côte ouest en juin.
Leur premier album, The Finer Things, sort le 8 octobre 2013. Il s'écoule à un peu plus de 3 100 exemplaires au cours de la première semaine de sa sortie. À la suite de sa sortie, le groupe part en tournée avec Motion City Soundtrack et Bayside en Amérique du Nord. Ils passent le reste de l'année 2014 en tournée avec une première série de concerts aux États-Unis aux côtés de We Are the in Crowd, William Beckett, Set It Off et Candy Hearts, ainsi que leur première tournée en Europe avec The Wonder Years et A Loss for Words. Ils jouent également au Vans Warped Tour durant l'été. Ils annoncent aussi leur participation à la tournée de leur label Pure Noise Records avec les groupes Handguns, Forever Came Calling, Front Porch Step, Heart to Heart et Brigades.
Le bassiste William Goodermote quitte le groupe et est remplacé par Ryan Scott Graham en 2014. Le 7 octobre 2014, le groupe sort un EP acoustique intitulé The Acoustic Things, reprenant, en version acoustique, cinq morceaux de leur album The Finer Things ainsi que deux nouveaux titres. En novembre 2014, ils participent à la sixième édition de la compilation Punk Goes Pop. Ils reprennent sur cet album le titre Stay the Night de Zedd et Hayley Williams.

### Around the World and Back(2015–2017)
Le groupe joue en première partie d'All Time Low lors de leur tournée Future Hearts au printemps 2015. Ils tournent également en Australie et en Nouvelle-Zélande en première partie du groupe 5 Seconds of Summer en juin 2015. Le 15 juillet 2015, le groupe annonce son deuxième album, Around the World and Back, pour le 16 octobre. En novembre, l'album atteint la 30e place du Billboard 200 aux États-Unis.
En janvier 2016, le groupe entame une tournée mondiale en tête d'affiche avec Neck Deep, ainsi que Creeper et Light Years en première partie. Ils retournent ensuite aux États-Unis et au Canada pour une série de concerts avec Knuckle Puck et Like Pacific aux mois de février et mars puis avec A Day to Remember et Parkway Drive au cours du mois de mai 2016. Durant cette période, ils sortent également des clips officiels pour les singles All You Are Is History et Secrets. Ils annoncent à nouveau leur participation au Vans Warped Tour pour l'édition de 2016. Ils participent aussi au festival Reading and Leeds en Angleterre. On peut aussi retrouver le groupe sur une compilation de reprise de l'album The Black Parade de My Chemical Romance. Cette dernière, sortie en septembre 2016, est produite par le magazine Rock Sound et s’intitule Rock Sound Presents: The Black Parade. Ils reprennent sur celle-ci le titre The Sharpest Lives.
Le 21 mars 2017, le groupe sort le single Slow Burn et annonce la sortie d'une édition deluxe de leur Around the World and Back pour le 5 mai, avec deux nouvelles chansons (Slow Burn et Hurry Up and Wait), deux chansons live (All You Are Is History et Elevated) et deux chansons acoustiques (Secrets et Losing Myself). Alex Gaskarth, le chanteur d'All Time Low, a collaboré avec le groupe pour ces deux nouveaux titres. La sortie d'un DVD, réalisé par Elliot Ingham, est également annoncée.
En juin 2017, ils participent à nouveau à la septième édition de Punk Goes Pop avec la reprise du titre Stitches de Shawn Mendes. Ce même mois, ils réalisent deux concerts en France, le premier dans le cadre d'une tournée avec Good Charlotte, Sleeping with Sirens, Pierce the Veil, Issues, Crown the Empire et Four Year Strong et le deuxième lors du Longlive Rockfest à Lyon,.

### Living Proof(2018–2021)
Le 11 avril 2018, la pochette et la liste des morceaux de Living Proof, leur nouvel album, sont divulguées sur certains sites web. Le 19 avril, ils sortent le premier single Dead and Gone et annoncent que Living Proof sortirait le 15 juin 2018. Le 6 mai, le groupe sort le deuxième single Crystal Ball. Le 24 mai, c'est le troisième single, Mine Is Gold, qui est dévoilé. L'album a été écrit en collaboration avec Mark Hoppus, qui apparait également sur le titre Time Machine, et Alex Gaskarth.
En automne 2018, ils réalisent une tournée européenne pour promouvoir leur nouvel album avec les groupes Seaway, Stand Atlantic et Woes. Ils effectuent également une tournée avec Blink-182 aux États-Unis en septembre.
Le 11 octobre 2019, ils sortent le titre Where I Belong en collaboration avec les groupes Simple Plan et We the Kings. Ce titre fait suite à une tournée commune aux trois groupes aux États-Unis. En novembre 2019, ils participent à la compilation Songs That Saved My Life Vol. 2 avec la reprise du titre Real World du groupe Matchbox Twenty.
Le 26 mars 2020, le groupe annonce le départ du guitariste Tony Diaz. Le groupe continuera, sans le remplacer, avec quatre membres. En juin 2020, ils annoncent un nouvel EP acoustique, Unplugged, pour le 14 aout. Celui-ci comprendra quatre nouveaux titres et deux reprises acoustiques de titre préexistants (Criminal et Dead and Gone).

### Kings of the New Age(2021-2023)
Le 25 août 2021, le groupe sort le single Just Sound, suivi de Outta My Head le 8 septembre et d'une reprise de Chicago is So Two Years Ago de Fall Out Boy le 21 septembre. Le 23 février 2022, à la suite de la sortie de leur troisième single, Everybody But You, le groupe annonce que son nouvel et troisième album, Kings of the New Age, sortira le 13 mai toujours avec le label Pure Noise Records. Le 13 avril 2022, le groupe sort le quatrième single, Eventually.
On peut retrouver sur cet album des collaborations avec le chanteur de Neck Deep, Ben Barlow, la chanteuse de Against The Current, Chrissy Costanza, le chanteur de country Mitchell Tenpenny (en) et le groupe Four Year Strong.
Ils annoncent une tournée européenne pour le printemps 2022, cependant la date française sera annulée à la suite de problèmes de douanes liés au Brexit.

### State Champs(depuis 2024)
En août 2024, ils annoncent la sortie de leur cinquième album éponyme pour le 8 novembre.

## Membres

### Membres actuels
- Derek DiScanio - chant (depuis 2010)
- Tyler Szalkowski - guitare, chœur (depuis 2010)
- Ryan Scott Graham - basse, chœur (depuis 2014)
- Evan Ambrosio - batterie (depuis 2012)

### Anciens membres
- Dave Fogarty - guitare (2010–2011)
- Matt Croteau - batterie (2010–2012)
- William Goodermote - basse (2010–2013)
- Tony « Rival » Diaz - guitare, chœurs (2012–2020)

## Discographie

### Albums studio
- 2013 : The Finer Things (Pure Noise)
- 2015 : Around the World and Back (Pure Noise)
- 2018 : Living Proof (Pure Noise)
- 2022 : Kings of the New Age (Pure Noise)
- 2024 : State Champs (Pure Noise)

### EP
- 2010 : EP 2010 (auto-publié)
- 2011 : Apparently, I'm Nothing (auto-publié)
- 2012 : Overslept (Pure Noise)
- 2014 : The Acoustic Things (Pure Noise)
- 2020 : Unplugged (Pure Noise)

### Bibligoraphie
- (en) « Top 50 Releases of the Year », Rock Sound, no 208,‎ janvier 2016 (ISSN 1465-0185).
- (en) Mackenzie Hall, « 10 Essential Records of 2015 », Alternative Press, no 330,‎ décembre 2015 (ISSN 1065-1667).
- (en) Jennyfer J. Walker, « Passport to Fame », Kerrang!, no 1590,‎ 17 octobre 2015 (ISSN 0262-6624).